# Cynorkis symoensii
Cynorkis symoensii là một loài thực vật có hoa trong họ Lan. Loài này được Geerinck & Tournay mô tả khoa học đầu tiên năm 1977.